# Qin Yi
Qin Yi (秦怡S, Qín YíP; Shanghai, 31 gennaio 1922 – Shanghai, 9 maggio 2022) è stata un'attrice cinese.
In occasione del centenario della nascita dell'industria cinematografica in Cina nel 2005, la China Film Performance Art Academy l'ha inserita nella lista dei "100 migliori attori in 100 anni di cinema cinese".